# Вольтурн
Вольтурн (лат. Volturnus) — бог однойменної річки (суч. Вольтурно) у давньоримській міфології.
Іноді ототожнювався з Тиберіном. У Римі на честь Вольтурна щорічно 27 серпня справлявся свято Вольтурналії. Його культ мав власного фламіна — Flamen Volturnalis.
Вольтурн — син Януса, за іншими версіями, був сином Капета, царя Альби, що потонув у річці, яку назвали його ім'ям, або царем міста Вейї, загиблим у битві з Главком, сином Міноса.